# Región del Altiplano Central
El Altiplano Central (en vietnamita: Cao nguyên Nam Trung Bộ) o Tierras Altas Occidentales (en vietnamita: Tây Nguyên) es una zona montañosa de Vietnam situada en el suroeste del país en su frontera con Camboya. Es un paisaje de colinas y montañas muy accidentado y con abundante vegetación selvática. Está poblado por el pueblo degar, una etnia distinta al del resto de Vietnam.
Debido a su peculiar orografía siempre ha sido una zona estratégica en los distintos conflictos vividos en esta parte de la península Indochina:
- Durante la guerra contra los franceses el gobierno de París controló esta zona con la ayuda de sus habitantes, no muy predispuestos a acatar el poder de Hồ Chí Minh.

- En la guerra de Vietnam fue una de las principales zonas de infiltración de armas y suministros hacia los combatientes en el sur y punto final de la Ruta Ho Chi Minh. Razones por las cuales el gobierno de Estados Unidos primero y de Vietnam del Sur después trataron de tenerla siempre bajo su control enviando allí a las Fuerzas Especiales de ambas naciones para mantener a los montangses fieles al gobierno de Saigón.

- En 1977 y 1978 los ataques e incursiones realizados por el ejército de la Kampuchea Democrática se llevaron a cabo en esta zona, entre otras. Asimismo fue uno de los lugares por los que el Ejército de Vietnam penetró en el país vecino en su invasión de ese mismo año.

- Datos: Q1140648
- Multimedia: Tay Nguyen / Q1140648